# 蝶花楼馬楽 (初代)
初代 蝶花楼 馬楽（ちょうかろう ばらく、天保期 - 幕末ころ）は落語家。俗称は幸吉。
江戸麹町豆腐屋の倅で俗称を幸吉という。
初代金原亭馬生に入門し小金屋馬六を名乗り、天保末から弘化ころに馬楽に改名した。
師匠馬生没後は初代古今亭志ん生の一座に加わる。
後に三代目麗々亭柳橋一門に移籍し、志ん生系の噺「九州吹戻し」などを伝えたと言われている。明治の初めごろまで存命だった。